# Mistrzostwa Panamerykańskie Juniorów w Lekkoatletyce 2015
18. Mistrzostwa Panamerykańskie Juniorów w Lekkoatletyce – zawody lekkoatletyczne dla sportowców do lat 19, które odbyły się między 31 lipca a 2 sierpnia 2015 w kanadyjskim Edmonton.

## Rezultaty

### Mężczyźni
| Konkurencja:                           | 1. miejsce                                                                           | Rezultat      | 2. miejsce                                                               | Rezultat  | 3. miejsce                                                                           | Rezultat  |
| Bieg na 100 m                          | Reynier Mena                                                                         | 10,17         | Noah Lyles                                                               | 10,18     | Christian Coleman                                                                    | 10,32     |
| Bieg na 200 m                          | Noah Lyles                                                                           | 20,27         | Reynier Mena                                                             | 20,34     | Ryan Clark                                                                           | 20,62     |
| Bieg na 400 m                          | Jamal Walton                                                                         | 46,09         | My'Lik Kerley                                                            | 46,33     | Renardo Wilson                                                                       | 46,59     |
| Bieg na 800 m                          | Carlton Orange                                                                       | 1:48,06       | Robert Heppenstall                                                       | 1:48,70   | Robert Ford                                                                          | 1:48,90   |
| Bieg na 1500 m                         | Blake Haney                                                                          | 3:56,49       | Brandon Pollard                                                          | 3:56,51   | Rodrigo Valerio Silva                                                                | 3:56,73   |
| Bieg na 5000 m                         | Matthew Morton                                                                       | 14:20,58      | Cerake Geberkidane                                                       | 14:28,45  | Daniel do Nascimento                                                                 | 14:31,81  |
| Bieg na 10 000 m                       | Connor Hendrickson                                                                   | 30:46,66      | Vidal Basco                                                              | 30:50,08  | Chase Weaverling                                                                     | 30:53,13  |
| Bieg na 110 m przez płotki (99/100 cm) | Misana Viltz                                                                         | 13,20         | Roger V. Iribarne                                                        | 13,32     | Ricardo Torres                                                                       | 13,49     |
| Bieg na 400 m przez płotki             | Norman Grimes                                                                        | 50,10 WYL     | Kenny Selmon                                                             | 50,29     | Marvin Williams                                                                      | 50,44     |
| Bieg na 3000 m z przeszkodami          | Bailey Roth                                                                          | 9:02,45       | Nicolas Antonio Goncalves                                                | 9:13,44   | Tyler Ranke                                                                          | 9:16,44   |
| Sztafeta 4 x 100 m                     | Jamajka · Seanie Selvin · Shivnarine Smalling · Hujaye Cornwall · Xandre Blake       | 40,15         | Bahamy · Javan Martin · Janeko Cartwright · Ian Kerr · Kendrich Thompson | 40,32     | Trynidad i Tobago · Francis Louis · Joash Huggins · Corey Stewart · Jonathan Farinha | 40,50     |
| Sztafeta 4 x 400 m                     | Stany Zjednoczone · Quantaveon Poole · William Allen · Norman Grimes · My'Lik Kerley | 3:07,07       | Jamajka · Ivan Henry · Marvin Williams · Demar Weller · Renardo Wilson   | 3:08,23   | Kanada · Daniel Brady · Matt Bedard · Ramzi Abdullahi · Matthew Leliever             | 3:09,91   |
| Chód na 10 000 m                       | César Rodríguez                                                                      | 42:12,81      | Diego Cuellar                                                            | 43:04,31  | Oscar Armando Menjivar                                                               | 44:31,74  |
| Skok wzwyż                             | Randall Cunningham                                                                   | 2,16          | Luis Zayas                                                               | 2,16      | Clayton Brown                                                                        | 2,13      |
| Skok o tyczce                          | Paulo Benavides                                                                      | 5,40          | Audie Wyatt                                                              | 4,35      | José Rodolfo Pacho                                                                   | 5,35 NR   |
| Skok w dal                             | Juan Miguel Echevarría                                                               | 7,76          | Laquarn Nairn                                                            | 7,65w     | KeAndre Bates                                                                        | 7,54      |
| Trójskok                               | Leslie Caesar                                                                        | 16,83w        | Lázaro Martínez                                                          | 16,52w    | O’Brien Wasome                                                                       | 16,17     |
| Pchnięcie kulą (6 kg)                  | John Maurins                                                                         | 19,49         | Dotun Ogundeji                                                           | 19,20     | Demar Gayle                                                                          | 18,56     |
| Rzut dyskiem (1,75 kg)                 | Payton Otterdahl                                                                     | 57,96         | Demar Gayle                                                              | 55,98     | José Miguel Ballivian                                                                | 54,43 NJR |
| Rzut młotem (6 kg)                     | Humberto Mansilla                                                                    | 80,21         | Gabriel Enrique Kehr                                                     | 74,42     | Joaquín Gómez                                                                        | 73,65     |
| Rzut oszczepem                         | Chris Mirabelli                                                                      | 72,63         | Anderson Peters                                                          | 72,11     | Curtis Thompson                                                                      | 71,11     |
| Dziesięciobój (juniorski)              | Harrison Williams                                                                    | 8037 pkt. WJL | Travis Toliver                                                           | 7346 pkt. | Nathaniel Mechler                                                                    | 7045 pkt. |

### Kobiety
| Konkurencja:                  | 1. miejsce                                                                     | Rezultat  | 2. miejsce                                                                      | Rezultat  | 3. miejsce                                                                    | Rezultat  |
| Bieg na 100 m                 | Khalifa St. Fort                                                               | 11,31     | Aleia Hobbs                                                                     | 11,50     | Teahna Daniels                                                                | 11,54     |
| Bieg na 200 m                 | Deanna Hill                                                                    | 23,18     | Vitoria Cristina Rosa                                                           | 23,42     | Sada Williams                                                                 | 23,49     |
| Bieg na 400 m                 | Kendra Clarke                                                                  | 52,55     | Sada Williams                                                                   | 52,75     | Kendall Ellis                                                                 | 52,81     |
| Bieg na 800 m                 | Raevyn Rogers                                                                  | 2:04,62   | Priscilla Morales                                                               | 2:08,46   | Evelyne Guay                                                                  | 2:08,52   |
| Bieg na 1500 m                | Kate Murphy                                                                    | 4:21,36   | Arletis Thaureaux                                                               | 4:22,79   | Sarah Feeny                                                                   | 4:23,21   |
| Bieg na 3000 m                | Erin Dietz                                                                     | 9:37,51   | Mirelle Martens                                                                 | 9:41,20   | Saida Meneses                                                                 | 9:43,91   |
| Bieg na 5000 m                | Rachel Reddy                                                                   | 16:23,35  | Anne-Marie Comeau                                                               | 16:35,38  | Caroline Alcorta                                                              | 16:48,48  |
| Bieg na 100 m przez płotki    | Dior Hall                                                                      | 13,20     | Maribel Caicedo                                                                 | 13,45 NJR | Daeshon Gordon                                                                | 13,70     |
| Bieg na 400 m przez płotki    | Anna Cockrell                                                                  | 57,10     | Taysia Radoslav                                                                 | 59,08     | Tia-Adana Belle                                                               | 60,03     |
| Bieg na 3000 m z przeszkodami | Charlotte Prouse                                                               | 10:12,44  | Hannah Christen                                                                 | 10:24,32  | Alex Harris                                                                   | 10:31,79  |
| Sztafeta 4 x 100 m            | Stany Zjednoczone · Teahna Daniels · Aleia Hobbs · Mikiah Brisco · Deanna Hill | 43,79     | Jamajka · Kimone Hines · Jonielle Smith · Ashley Williams · Sashalee Forbes     | 44,31     | Bahamy · Blayre Catalyn · Jenae Ambrose · Jerinique Brooks · Keianna Albury   | 45,96     |
| Sztafeta 4 x 400 m            | Stany Zjednoczone · Zola Golden · Olivia Baker · Kendall Ellis · Raevyn Rogers | 3:31,49   | Jamajka · Candice McLeod · Ashley Williams · Roneisha McGregor · Dawnalee Loney | 3:38,77   | Kanada · Erinn Stenman-Fahey · Evelyne Guay · Taylor Sharpe · Taysia Radoslav | 3:40,00   |
| Chód na 10 000 m              | Stefany Coronado                                                               | 47:05,11  | Karla Jaramillo                                                                 | 47:47,61  | Daniela Pastrana                                                              | 48:57,09  |
| Skok wzwyż                    | Vashti Cunningham                                                              | 1,96 =WYR | Ximena Esquivel                                                                 | 1,83      | Ana Paula de Oliveira                                                         | 1,80      |
| Skok o tyczce                 | Robeilys Peinado                                                               | 4,10      | Sara Stevens                                                                    | 4,00      | Juliana Campos                                                                | 4,00      |
| Skok w dal                    | Samiyah Samuels                                                                | 6,23      | Courtney Corrin                                                                 | 6,13      | Leticia Melo                                                                  | 6,05      |
| Trójskok                      | Núbia Soares                                                                   | 14,16w    | Liadagmis Povea                                                                 | 14,08     | Chinne Okoronkwo                                                              | 12,83w    |
| Pchnięcie kulą                | Raven Saunders                                                                 | 18,27     | Portious Warren                                                                 | 15,57     | Sophia Rivera                                                                 | 15,34     |
| Rzut dyskiem                  | Josie Natrasevschi                                                             | 52,60     | Lloydricia Cameron                                                              | 51,98     | Shanice Love                                                                  | 51,52     |
| Rzut młotem                   | Haley Showalter                                                                | 58,45     | Lena Giger                                                                      | 57,99     | Mayra Gaviria                                                                 | 57,78     |
| Rzut oszczepem                | Yulenmis Aguilar                                                               | 63,86 WYR | Estefany Chacón                                                                 | 53,73     | Eloah Caetano Scramin                                                         | 53,38     |
| Siedmiobój                    | Ashtin Zamzow                                                                  | 5462 pkt. | Fiorella Chiappe                                                                | 5313 pkt. | Ayesha Champagnie                                                             | 5245 pkt. |

## Rekordy
Podczas zawodów ustanowiono 2 krajowe rekordy w kategorii seniorów:
| Zawodnik           | Reprezentacja              | Konkurencja                     | Rezultat |
| ------------------ | -------------------------- | ------------------------------- | -------- |
| Kyron McMaster     | Brytyjskie Wyspy Dziewicze | bieg na 400 metrów przez płotki | 50,16    |
| José Rodolfo Pacho | Ekwador                    | skok o tyczce                   | 5,35     |